# Florence Masebe
Florence Masebe es una actriz sudafricana, reconocida principalmente por su papel en la serie de televisión de su país Muvhango. En 2011 compartió reparto con Rutger Hauer y Carice van Houten en la película Black Butterflies de Paula van der Oest, basada en la vida y obra de la poetisa sudafricana Ingrid Jonker. Dos años después ganó el premio a mejor actriz protagónica en la gala de los Premios de la Academia del Cine Africano por su participación en la cinta Elelwani. En 1999 fue víctima de un tiroteo y debió ser sometida a varios procedimientos para retirar las balas de su cuerpo.

## Filmografía destacada

### Cine y televisión
- 2018 - Ikani (TV)
- 2014 - Soul City (TV)
- 2014 - Task Force (TV)
- 2012 - Elelwani
- 2011 - Black Butterflies
- 2001 - Stan Becker (TV)
- 1996 - Born Free: A New Adventure (TV)
- 1993 - Generations (TV)